# Liste der Nummer-eins-Hits in der Schweiz (2025)
Dies ist eine Liste der Nummer-eins-Hits in der Schweiz im Jahr 2025. Sie basiert auf den Top 100 Singles und Top 100 Alben der offiziellen Schweizer Hitparade. Single- und Albumcharts werden jeweils am Sonntag nach Ende der Verkaufswoche veröffentlicht.

## Singles
| ← 2024 ← | Liste der Nummer-eins-Hits in der Schweiz | Liste der Nummer-eins-Hits in der Schweiz | Liste der Nummer-eins-Hits in der Schweiz |                           |
| \| Zeitraum \| Wo. ges. \| Interpret \| Titel Autor(en) \| Zusätzliche Informationen \| \| (Zeitraum, Wochen auf Platz eins, Interpret, Titel, Autor[en], zusätzliche Informationen) \| \| \| \| \| \| ----------------------------------------------------------------------------------------- \| -------- \| ----------------- \| ------------------------------------------------------------------------------------------------------------------------------------------------------------------------------------------------------------------------------------------ \| ------------------------- \| \| 1. Dezember 2024 – 4. Januar 2025 5 Wochen (insgesamt 22) \| 22 \| Mariah Carey \| All I Want for Christmas Is You Walter N. Afanasieff, Mariah Carey \| – \| \| 5. Januar 2025 – 25. Januar 2025 3 Wochen (insgesamt 8) \| 8 \| Rosé & Bruno Mars \| Apt. Theron Makiel Thomas, Philip Martin Lawrence II, Michael Donald Chapman, Peter Gene Hernandez, Christopher Steven Brown, Rogét Lufti Chahayed, Park Chae-young, Nicholas Barry Chinn, Omer Fedi, Henry Russell Walter, Amy Rose Allen \| – \| \| 26. Januar 2025 – 8. Februar 2025 2 Wochen \| 2 \| Bad Bunny \| DTMF Benito Antonio Martínez Ocasio, Marco Daniel Borrero \| – \| \| 9. Februar 2025 – 8. März 2025 4 Wochen (insgesamt 8) \| 8 \| Rosé & Bruno Mars \| Apt. Theron Makiel Thomas, Philip Martin Lawrence II, Michael Donald Chapman, Peter Gene Hernandez, Christopher Steven Brown, Rogét Lufti Chahayed, Park Chae-young, Nicholas Barry Chinn, Omer Fedi, Henry Russell Walter, Amy Rose Allen \| – \| \| 9. März 2025 – 15. März 2025 1 Woche \| 1 \| Oimara \| Wackelkontakt Andreas Frei, Beni Hafner, Niklas Nubel, Matthias Riegler \| – \| \| 16. März 2025 – 22. März 2025 1 Woche (insgesamt 8) \| 8 \| Rosé & Bruno Mars \| Apt. Theron Makiel Thomas, Philip Martin Lawrence II, Michael Donald Chapman, Peter Gene Hernandez, Christopher Steven Brown, Rogét Lufti Chahayed, Park Chae-young, Nicholas Barry Chinn, Omer Fedi, Henry Russell Walter, Amy Rose Allen \| – \| \| 23. März 2025 – 29. März 2025 1 Woche \| 1 \| Doechii \| Anxiety Jaylah Ji’mya Hickmon, Walter Andre E. De Backer, Luiz Floriano Bonfá \| – \| \| 30. März 2025 – 23. August 2025 21 Wochen \| 21 \| Alex Warren \| Ordinary Alexander Warren Hughes, Adam Yaron, Caleb Shapiro, Margaret Elizabeth Chapman \| – \| |                                           |                                           | |                           |
| ← 2024 |                                           |                                           | |                           |
| Zeitraum | Wo. ges.                                  | Interpret                                 | Titel Autor(en) | Zusätzliche Informationen |
| (Zeitraum, Wochen auf Platz eins, Interpret, Titel, Autor[en], zusätzliche Informationen) |                                           |                                           | |                           |
| 1. Dezember 2024 – 4. Januar 2025 5 Wochen (insgesamt 22) | 22                                        | Mariah Carey                              | All I Want for Christmas Is You Walter N. Afanasieff, Mariah Carey | –                         |
| 5. Januar 2025 – 25. Januar 2025 3 Wochen (insgesamt 8) | 8                                         | Rosé & Bruno Mars                         | Apt. Theron Makiel Thomas, Philip Martin Lawrence II, Michael Donald Chapman, Peter Gene Hernandez, Christopher Steven Brown, Rogét Lufti Chahayed, Park Chae-young, Nicholas Barry Chinn, Omer Fedi, Henry Russell Walter, Amy Rose Allen | –                         |
| 26. Januar 2025 – 8. Februar 2025 2 Wochen | 2                                         | Bad Bunny                                 | DTMF Benito Antonio Martínez Ocasio, Marco Daniel Borrero | –                         |
| 9. Februar 2025 – 8. März 2025 4 Wochen (insgesamt 8) | 8                                         | Rosé & Bruno Mars                         | Apt. Theron Makiel Thomas, Philip Martin Lawrence II, Michael Donald Chapman, Peter Gene Hernandez, Christopher Steven Brown, Rogét Lufti Chahayed, Park Chae-young, Nicholas Barry Chinn, Omer Fedi, Henry Russell Walter, Amy Rose Allen | –                         |
| 9. März 2025 – 15. März 2025 1 Woche | 1                                         | Oimara                                    | Wackelkontakt Andreas Frei, Beni Hafner, Niklas Nubel, Matthias Riegler | –                         |
| 16. März 2025 – 22. März 2025 1 Woche (insgesamt 8) | 8                                         | Rosé & Bruno Mars                         | Apt. Theron Makiel Thomas, Philip Martin Lawrence II, Michael Donald Chapman, Peter Gene Hernandez, Christopher Steven Brown, Rogét Lufti Chahayed, Park Chae-young, Nicholas Barry Chinn, Omer Fedi, Henry Russell Walter, Amy Rose Allen | –                         |
| 23. März 2025 – 29. März 2025 1 Woche | 1                                         | Doechii                                   | Anxiety Jaylah Ji’mya Hickmon, Walter Andre E. De Backer, Luiz Floriano Bonfá | –                         |
| 30. März 2025 – 23. August 2025 21 Wochen | 21                                        | Alex Warren                               | Ordinary Alexander Warren Hughes, Adam Yaron, Caleb Shapiro, Margaret Elizabeth Chapman | –                         |

## Alben
| ← 2024 ← | Liste der Nummer-eins-Hits in der Schweiz | Liste der Nummer-eins-Hits in der Schweiz | Liste der Nummer-eins-Hits in der Schweiz |                           |
| \| Zeitraum \| Wo. ges. \| Interpret \| Titel \| Zusätzliche Informationen \| \| (Zeitraum, Wochen auf Platz eins, Interpret, Titel, zusätzliche Informationen) \| \| \| \| \| \| ------------------------------------------------------------------------------ \| -------- \| --------------------------- \| -------------------------------- \| ------------------------- \| \| 29. Dezember 2024 – 4. Januar 2025 1 Woche (insgesamt 2) \| 2 \| Michael Bublé \| Christmas \| – \| \| 5. Januar 2025 – 11. Januar 2025 1 Woche (insgesamt 5) \| 5 \| Linkin Park \| From Zero \| – \| \| 12. Januar 2025 – 25. Januar 2025 2 Wochen (insgesamt 7) \| 7 \| Bad Bunny \| Debí tirar más fotos \| – \| \| 26. Januar 2025 – 1. Februar 2025 1 Woche \| 1 \| Pegasus \| Twisted Hearts Club \| – \| \| 2. Februar 2025 – 8. Februar 2025 1 Woche \| 1 \| Central Cee \| Can’t Rush Greatness \| – \| \| 9. Februar 2025 – 1. März 2025 3 Wochen \| 3 \| Patent Ochsner \| Tag & Nacht \| – \| \| 2. März 2025 – 8. März 2025 1 Woche \| 1 \| Tate McRae \| So Close to What \| – \| \| 9. März 2025 – 15. März 2025 1 Woche (insgesamt 7) \| 7 \| Bad Bunny \| Debí tirar más fotos \| – \| \| 16. März 2025 – 22. März 2025 1 Woche \| 1 \| Lady Gaga \| Mayhem \| – \| \| 23. März 2025 – 29. März 2025 1 Woche \| 1 \| Playboi Carti \| Music \| – \| \| 30. März 2025 – 5. April 2025 1 Woche \| 1 \| Gotthard \| Stereo Crush \| – \| \| 6. April 2025 – 12. April 2025 1 Woche \| 1 \| Jazeek \| Most Valuable Playa \| – \| \| 13. April 2025 – 19. April 2025 1 Woche \| 1 \| Brandi Carlile & Elton John \| Who Believes in Angels? \| – \| \| 20. April 2025 – 26. April 2025 1 Woche \| 1 \| Werenoi \| Diamant noir \| – \| \| 27. April 2025 – 3. Mai 2025 1 Woche (insgesamt 7) \| 7 \| Bad Bunny \| Debí tirar más fotos \| – \| \| 4. Mai 2025 – 10. Mai 2025 1 Woche \| 1 \| Ghost \| Skeletá \| – \| \| 11. Mai 2025 – 17. Mai 2025 1 Woche \| 1 \| Pink Floyd \| Pink Floyd at Pompeii – MCMLXXII \| – \| \| 18. Mai 2025 – 7. Juni 2025 3 Wochen (insgesamt 7) \| 7 \| Bad Bunny \| Debí tirar más fotos \| – \| \| 8. Juni 2025 – 14. Juni 2025 1 Woche \| 1 \| Gölä \| Sturm \| – \| \| 15. Juni 2025 – 21. Juni 2025 1 Woche \| 1 \| Volbeat \| God of Angels Trust \| – \| \| 22. Juni 2025 – 28. Juni 2025 1 Woche \| 1 \| The Young Gods \| Appear Disappear \| – \| \| 29. Juni 2025 – 5. Juli 2025 1 Woche \| 1 \| Hamza \| Mania \| – \| \| 6. Juli 2025 – 12. Juli 2025 1 Woche \| 1 \| Megawatt \| Elektrisch \| – \| \| 13. Juli 2025 – 19. Juli 2025 1 Woche \| 1 \| Marc Amacher \| Load \| – \| \| 20. Juli 2025 – 26. Juli 2025 1 Woche \| 1 \| Justin Bieber \| Swag \| – \| \| 27. Juli 2025 – 2. August 2025 1 Woche \| 1 \| Tyler, the Creator \| Don’t Tap the Glass \| – \| \| 3. August 2025 – 16. August 2025 2 Wochen \| 2 \| (Soundtrack) \| KPop Demon Hunters \| – \| \| 17. August 2025 – 23. August 2025 1 Woche \| 1 \| Reezy \| Born Spinner \| – \| |                                           |                                           |                                           |                           |
| ← 2024 |                                           |                                           |                                           |                           |
| Zeitraum | Wo. ges.                                  | Interpret                                 | Titel                                     | Zusätzliche Informationen |
| (Zeitraum, Wochen auf Platz eins, Interpret, Titel, zusätzliche Informationen) |                                           |                                           |                                           |                           |
| 29. Dezember 2024 – 4. Januar 2025 1 Woche (insgesamt 2) | 2                                         | Michael Bublé                             | Christmas                                 | –                         |
| 5. Januar 2025 – 11. Januar 2025 1 Woche (insgesamt 5) | 5                                         | Linkin Park                               | From Zero                                 | –                         |
| 12. Januar 2025 – 25. Januar 2025 2 Wochen (insgesamt 7) | 7                                         | Bad Bunny                                 | Debí tirar más fotos                      | –                         |
| 26. Januar 2025 – 1. Februar 2025 1 Woche | 1                                         | Pegasus                                   | Twisted Hearts Club                       | –                         |
| 2. Februar 2025 – 8. Februar 2025 1 Woche | 1                                         | Central Cee                               | Can’t Rush Greatness                      | –                         |
| 9. Februar 2025 – 1. März 2025 3 Wochen | 3                                         | Patent Ochsner                            | Tag & Nacht                               | –                         |
| 2. März 2025 – 8. März 2025 1 Woche | 1                                         | Tate McRae                                | So Close to What                          | –                         |
| 9. März 2025 – 15. März 2025 1 Woche (insgesamt 7) | 7                                         | Bad Bunny                                 | Debí tirar más fotos                      | –                         |
| 16. März 2025 – 22. März 2025 1 Woche | 1                                         | Lady Gaga                                 | Mayhem                                    | –                         |
| 23. März 2025 – 29. März 2025 1 Woche | 1                                         | Playboi Carti                             | Music                                     | –                         |
| 30. März 2025 – 5. April 2025 1 Woche | 1                                         | Gotthard                                  | Stereo Crush                              | –                         |
| 6. April 2025 – 12. April 2025 1 Woche | 1                                         | Jazeek                                    | Most Valuable Playa                       | –                         |
| 13. April 2025 – 19. April 2025 1 Woche | 1                                         | Brandi Carlile & Elton John               | Who Believes in Angels?                   | –                         |
| 20. April 2025 – 26. April 2025 1 Woche | 1                                         | Werenoi                                   | Diamant noir                              | –                         |
| 27. April 2025 – 3. Mai 2025 1 Woche (insgesamt 7) | 7                                         | Bad Bunny                                 | Debí tirar más fotos                      | –                         |
| 4. Mai 2025 – 10. Mai 2025 1 Woche | 1                                         | Ghost                                     | Skeletá                                   | –                         |
| 11. Mai 2025 – 17. Mai 2025 1 Woche | 1                                         | Pink Floyd                                | Pink Floyd at Pompeii – MCMLXXII          | –                         |
| 18. Mai 2025 – 7. Juni 2025 3 Wochen (insgesamt 7) | 7                                         | Bad Bunny                                 | Debí tirar más fotos                      | –                         |
| 8. Juni 2025 – 14. Juni 2025 1 Woche | 1                                         | Gölä                                      | Sturm                                     | –                         |
| 15. Juni 2025 – 21. Juni 2025 1 Woche | 1                                         | Volbeat                                   | God of Angels Trust                       | –                         |
| 22. Juni 2025 – 28. Juni 2025 1 Woche | 1                                         | The Young Gods                            | Appear Disappear                          | –                         |
| 29. Juni 2025 – 5. Juli 2025 1 Woche | 1                                         | Hamza                                     | Mania                                     | –                         |
| 6. Juli 2025 – 12. Juli 2025 1 Woche | 1                                         | Megawatt                                  | Elektrisch                                | –                         |
| 13. Juli 2025 – 19. Juli 2025 1 Woche | 1                                         | Marc Amacher                              | Load                                      | –                         |
| 20. Juli 2025 – 26. Juli 2025 1 Woche | 1                                         | Justin Bieber                             | Swag                                      | –                         |
| 27. Juli 2025 – 2. August 2025 1 Woche | 1                                         | Tyler, the Creator                        | Don’t Tap the Glass                       | –                         |
| 3. August 2025 – 16. August 2025 2 Wochen | 2                                         | (Soundtrack)                              | KPop Demon Hunters                        | –                         |
| 17. August 2025 – 23. August 2025 1 Woche | 1                                         | Reezy                                     | Born Spinner                              | –                         |